# 郭炎炎
郭炎炎（1949年9月—），男，汉族，江苏常州人，中华人民共和国政治人物。曾任中央纪委驻工业和信息化部纪检组组长、工业和信息化部党组成员。